# Амір Барід-шах III
Амір Барід-шах III (д/н — після 1619) — останній султан Бідару у 1609—1619 роках.

## Життєпис
Син Алі Барід-шаха III. Посів трон 1609 року. До 1610 року спільно з ахмеднагарським султаном Муртазою Нізам-шахом II вів війну з біджапурським султаном Ібрагімом Аділ-шахом II. Потім замирився з останнім, визнавши того зверхність.
За цим багато зробив для зміцнення внутрішньої ситуації, посиленню авторитету султана та приборкання феодалів. Вдалося поліпшити господарство та торгівлю. Відновив карбування монети (мідної гані вагою 14,51 г) випустив монети з легендою «Аль-мувайїд бі-наср Аллах аль-мульк аль-каві аль-гані» на аверсі та «Аль-Султан аль-аділ Амір Барід Шах Барак» на реверсі. Деякі монети не мали «аль-мулк аль-каві» на аверсі та «Барак» на зворотному боці монети.
У 1616—1617 роках спільно з Маліком Амбаром, фактичним правителем Ахмеднагарського султанату, чинив спроти Імперії Великих Моголів, втім невдало. 1618 року проти нього знову виступив біджапурський султан. 1619 року Амір Барід-шах III зазнав остаточної поразки і потрапив у полон. Його разом з родиною було відправлено до Біджапуру, де у фортеці він перебував до самої смерті, дата якої невідома.

## Будівництво
1610 року завершив зведення мечеті Ходжи Бостана, розпочате ще за його попередника.